# نادية غراهام
نادية غراهام (بالإنجليزية: Nadia Graham-Hutchinson)‏ هي منافسة ألعاب القوى جامايكية، ولدت في 3 سبتمبر 1974.

## وصلات خارجية
- نادية غراهام على موقع الاتحاد الدولي لألعاب القوى (الإنجليزية)